# Dororon Enma-kun
Dororon Enma-kun (ドロロンえん魔くん, Dororon Enma-kun), és una sèrie d'anime i manga de comèdia i terror japonesa creada per Go Nagai. És una de les obres més famoses de Nagai al Japó, encara que poc coneguda a la resta del món. Un remake en anime titulat Dororon Enma-kun MeeraMera es va emetre al Japó el 2011.
El manga original ha estat editat en català per l'editorial Ooso Comics i va sortir a la venda el 16 de novembre de 2020.

## Argument
El rei de l’inframon instrueix el seu nebot Enma-kun, dotat del poder del foc, per a la caça dels yokai que s'han escapat de l’inframon i han descendit al nostre món i així protegir la humanitat.
La patrulla de l'Enma-kun està formada de Chapeau-jii, una sàvia criatura amb forma de barret, Kapaeru, un kappa (una criatura del folklore japonès que viu en rierols), i Yukiko-hime, la princesa de les neus, dotada del poder del fred i un cos impressionant.

## Personatges
Enma-kun (えん魔くん)
Veu: Masako Nozawa (1973), Kappei Yamaguchi (2011)  (japonès)
El protagonista pervertit i de cap calent, enviat pel seu oncle per arrestar els yokai que s'han infiltrat al món humà, tot i que la majoria de les vegades s'excedeix i els acaba matant. Té unes celles llargues que poden detectar la presència d'un yokai i porta una poderosa capa i un bastó de foc que es pot transformar en un martell massiu.
Yukiko-Hime (雪子姫)
Veu: Sumie Sakai (1973), Mamiko Noto (2011)  (japonès)
Una bella princesa Yuki-onna que està enamorada de l'Enma, però sovint ha d'aguantar la seva perversitat. Té forts poders de gel, tot i que la majoria de les vegades és capturada per al fanservice dels aficionats.
Kapperu (カパエル, Kapaeru)
Veu: Kaneta Kimotsuki (1973), Takehito Koyasu (2011)  (japonès)
Meitat kappa, meitat follet d'aigua. És el tercer membre de la Patrulla Yokai. No té gaires atacs, però de tota manera proporciona una mica d'ajuda a les batalles. Sovint se'l confon amb una granota, cosa que fa que s'emprenyi molt.
Chapeau-jii (シャポーじい, Shapōjii)
Veu: Junpei Takiguchi (1973), Minoru Inaba (2011)  (japonès)
Un yokai amb aspecte de barret i que sembla un senyor gran que guia l'Enma-kun. El seu nom és una paraula composta de chapeau ('barret' en francès) i ouji ('home vell' en japonès).

## Contingut de l'obra

### Anime
L'anime original va ser produït per Toei Animation i es va emetre originalment a Fuji TV del 4 d'octubre de 1973 al 28 de març de 1974. L'opening va ser "Dororon Enma-kun" (ドロロンえん魔くん) i l'ending va ser "Compte amb els fantasmes" (妖怪にご用心, Yōkai ni go Yōjin), tots dos interpretats per Chinatsu Nakayama. Una OVA de la seqüela del manga, Kikoushi Enma, va ser produïda per Brain's Base i es va publicar en quatre volums publicats entre el 25 d'agost de 2006 i el 23 de març de 2007. Un remake de la sèrie original, titulat Dororon Enma-kun Meeramera (Dororonえん魔くん メ~ラめら), va ser produït per Brain's Base i emès a MBS entre el 7 d'abril de 2011 i el 24 de juny de 2011. L'opening és "L'ànima bull als 1.000.000.000 °C!" (魂メラめら一兆℃!, Tamashii Meramera Icchō °C!) de Masaaki Endoh i The Moonriders, mentre que l'ending és "Tothom està baldat ZZZ" (みんなくたばるサァサァサァ, Minna Kutabaru Sasasa) interpretat per The Moonriders i Yoko.

### Manga
El manga original es va publicar originalment a la revista Weekly Shōnen de Shogakukan del diumenge de 30 de setembre de 1973 al 31 de març de 1974.
A més de la versió Weekly Shōnen Sunday, altres serialitzacions es van publicar en aquell moment a diverses revistes infantils de Shogakukan i a TV Land de Tokuma Shoten, dibuixades per Nagai i uns quants dels seus assistents.
El manga original ha estat editat en català per l'editorial Ooso Comics.
| Volum | Data de publicació en català | ISBN                   |
| ----- | ---------------------------- | ---------------------- |
| 01    | 16 de novembre de 2020       | ISBN 978-84-121138-7-7 |
| 02    | 1 de novembre de 2021        | ISBN 978-84-121138-9-1 |